# تام بل
تام بل (انگلیسی: Tom Bell؛ ۲ اوت ۱۹۳۳ – ۴ اکتبر ۲۰۰۶) یک هنرپیشه اهل بریتانیا بود.
از فیلم‌ها یا سریال‌های تلویزیونی که وی در آن نقش داشته است، می‌توان به رایلی، تک‌خال جاسوس‌ها، اتاق ال شکل، کاش اینجا بودی، مرگ طولانی، گدازه، رستاخیز، آزادشده و گرفته شده از دریا اشاره کرد.